# Józef Jan Wielopolski
Józef Jan Nepomucen Wielopolski herbu Starykoń (ur. ok. 1760,  zm. 20 lutego 1838 w Grodźcu) – sędzia ziemski wiślicki, hrabia, ostatni XI ordynat całości Ordynacji Myszkowskich w latach 1809—1813.

## Życiorys
Syn Franciszka Wielopolskiego i Elżbiety Bielińskiej. Żonaty z Joanną Bielińską.
Prowadząc życie ponad stan i nieodpowiednio zarządzając majątkiem Ordynacji Myszkowskich doprowadził do jej ogromnego zadłużenia. Aby wyjść z długów zmuszony był skorzystać z pomocy prawnej. Z impasu pomógł mu wyjść Jan Olrych Szaniecki, znany warszawski prawnik, jednak odbyło się to kosztem sprzedaży części majątku ordynacji. Tak więc aby spłacić długi sprzedany został Pińczów wraz z częścią dóbr ziemskich, w skład których wchodziło 6 kluczy ziemskich ze wspomnianym Pińczowem i Szańcem. Dobra te nabył prawnik Jan Olrych który od nazwy dóbr Szaniec przyjął nazwisko Szaniecki. Działania Wielopolskiego poprowadziły do rozpadu ordynacji, utraty przez niego funkcji ordynata oraz długotrwałego procesu sądowego. W konsekwencji jego decyzji oraz tego że nie pozostawił męskiego potomka, nowym ordynatem okrojonej ordynacji został jego brat stryjeczny Józef Stanisław Wielopolski, a następnie Aleksander Wielopolski.
Odznaczony Orderem Świętego Stanisława w 1788 roku i Orderem Orła Białego w 1792 roku.